# Проворный кролик (Пикассо)
«Проворный кролик» (фр. Le Lapin Agile) — картина испанского и французского художника Пабло Пикассо, написанная маслом на холсте в 1905 году. Находится в Метрополитен-музее (Нью-Йорк). Размер — 99,1 × 100,3 см.

## История и описание
Пикассо написал картину по просьбе владельца кабаре «Проворный кролик» Фредерика Жерара, который приобрел это кабаре совместно с Аристидом Брюаном за небольшие деньги лишь для того, чтобы реализовать свой талант гитариста и певца. Художник изобразил Фреде́ в левой части картины сидящим у стены и играющим на гитаре. Пикассо тогда было всего 24 года, его живопись продавалась плохо, и, возможно, он отдал эту работу в обмен на еду. Обыкновенно художники изображали своих покровителей крупной фигурой на переднем плане. Здесь же Пикассо нарушил эту традицию, и главным персонажем картины стал он сам в костюме Арлекина и с бокалом в руке. Рядом с собой он изобразил Жермен (Лаура Гаргалло) в образе роковой женщины. Когда-то в неё был влюблён близкий друг Пикассо Карлос Касагемас, но Жермен не отвечала ему взаимностью, и в начале 1901 года Касагемас застрелился на глазах у своих друзей и Жермен. Воспоминания о его самоубийстве постоянно преследовали Пикассо. Он вступил в любовную связь с Жермен после смерти Касагемаса, чем шокировал своих друзей.
Картина была написана быстро, в страстном порыве. Вначале художник нарисовал синей краской контуры фигур и наметил коричневый фон, а затем написал сами фигуры. Он оставил незакрашенными отдельные участки холста, чтобы подчеркнуть бледность Жермен и её полусветское положение дамы. 
Работа, напоминающая плакаты Тулуз-Лотрека, находилась в «Проворном кролике» до 1912 года. Позже она была продана.

## Провенанс
Фредерик Жерар заказал картину и выставлял ее в галерее Lapin Agile с 1905 по 1912 год, после чего она была продана немецкому коллекционеру. Джоан Уитни Пейсон приобрела картину в 1952 году и повесила её в своем доме в городе Манхассет (штат Нью-Йорк). В 1989 году работа была выставлена на аукционе Сотбис дочерью коллекционера Линдой де Рулет, которая заявила, что картина «Проворный кролик» стала слишком дорогой, чтобы хранить её. 27 ноября 1989 года полотно ушло с молотка Уолтеру Анненбергу за 40,7 миллиона долларов. В 1992 году он передал картину Метрополитен-музею.